# Oberlaa (metropolitana di Vienna)
Oberlaa è una stazione della linea U1 della metropolitana di Vienna, inaugurata il 2 settembre 2017. La stazione è il capolinea meridionale della linea U1 e si trova nel quartiere di Favoriten (10º distretto di Vienna), dietro al centro storico del distretto di Oberlaa, ed è collegata direttamente all'ingresso del complesso Therme Wien. A nord della stazione si trova il Kurpark Oberlaa, mentre a sud si sviluppa la Donauländebahn.

## Storia
La stazione è stata realizzata nel contesto della quarta estensione della metropolitana di Vienna, come terminale della tratta di prolungamento verso sud della linea U1 dalla precedente stazione di capolinea Reumannplatz.
In precedenza, sul luogo della stazione terminava il ramo orientale della linea tranviaria 67, realizzata in occasione del Wiener Internationale Gartenschau (esposizione internazionale di giardinaggio) del 1974. Con l'entrata in servizio della stazione della metropolitana, la fermata tranviaria è stata soppressa e la linea del tram accorciata alla fermata di Per-Albin-Hansson-Siedlung.

## Interscambi e servizi
Nell'area della stazione è presente un'officina di deposito e manutenzione per i treni della linea U1 e un parcheggio di interscambio auto-bicicletta "Park+Ride" per i passeggeri.

## Ingressi
Alla stazione si accede dai seguenti ingressi:
- Laaer-Berg-Strasse
- Hämmerlgasse
- Biererlgasse
- Kurbadstraße